# Victor Sifton

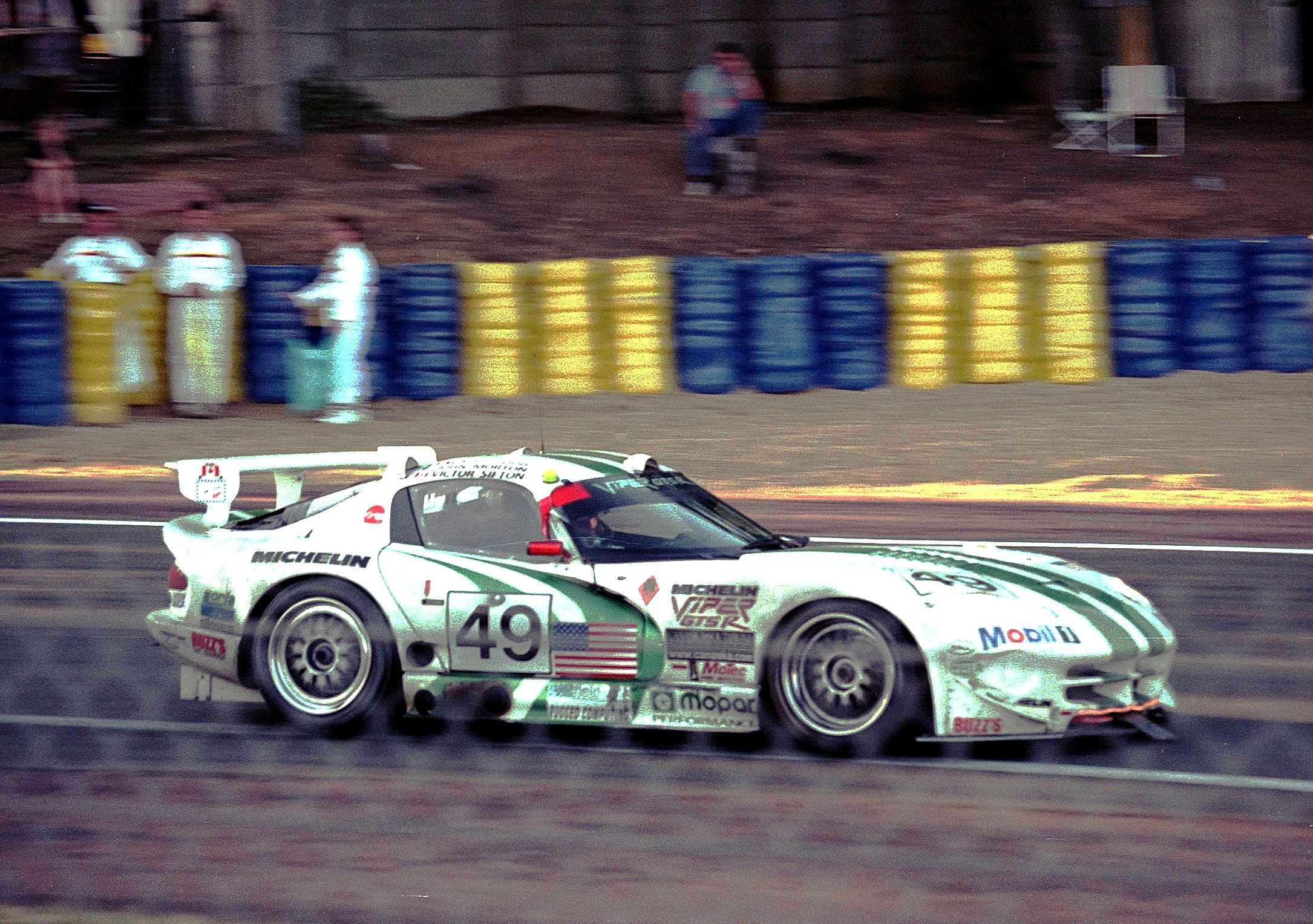
Der Chrysler Viper GTS-R von John Morton, Alain Cudini und Victor Stifton beim 24-Stunden-Rennen von Le Mans 1996

Victor Sifton (* 23. Oktober 1964 in Newmarket) ist ein ehemaliger kanadischer Autorennfahrer.

## Karriere als Rennfahrer
Victor Sifton war in den 1990er-Jahren bei einigen internationalen Sportwagenrennen gemeldet. Er fuhr mehrmals beim 24-Stunden-Rennen von Daytona, wurde 1996 Gesamtzwölfter beim 12-Stunden-Rennen von Sebring und im selben Jahr 23. beim 24-Stunden-Rennen von Le Mans.

## Statistik

### Le-Mans-Ergebnisse
| Jahr | Team                         | Fahrzeug             | Teamkollege | Teamkollege  | Platzierung | Ausfallgrund |
| ---- | ---------------------------- | -------------------- | ----------- | ------------ | ----------- | ------------ |
| 1996 | Canaska Southwind Motorsport | Chrysler Viper GTS-R | John Morton | Alain Cudini | Rang 23     |              |

### Sebring-Ergebnisse
| Jahr | Team                          | Fahrzeug          | Teamkollege | Teamkollege     | Platzierung | Ausfallgrund |
| ---- | ----------------------------- | ----------------- | ----------- | --------------- | ----------- | ------------ |
| 1996 | Canaska Southwind Motorsports | Dodge Viper GTS-R | Joe Varde   | George Robinson | Rang 12     |              |
| 1997 | Robinson Racing               | Oldsmobile Aurora | Jon Gooding | Joe Pezza       | Rang 18     |              |